# Forte de Ghodbunder

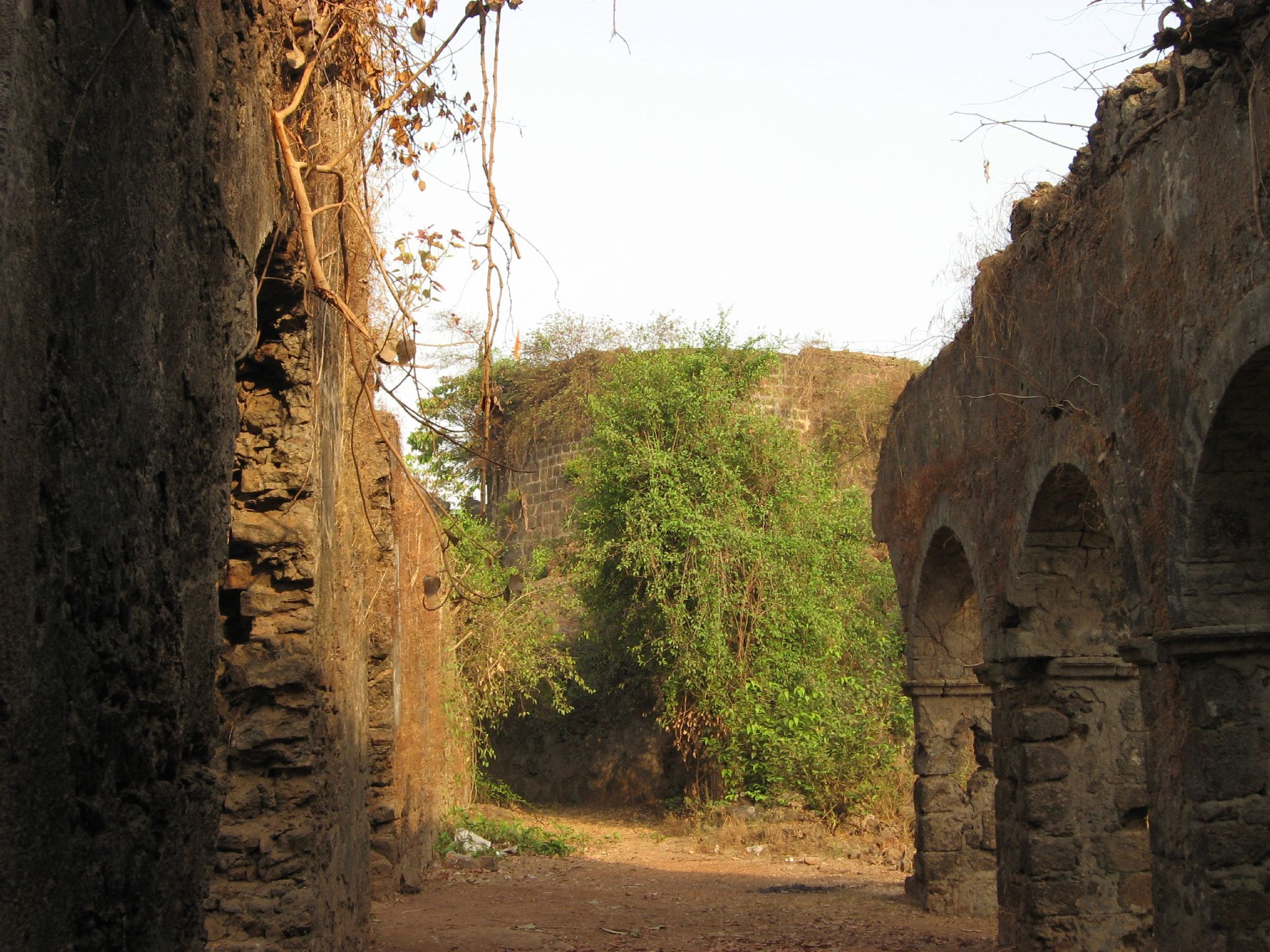
Forte de Ghodbunder: muralhas e baluarte.

O Forte de Ghodbunder localiza-se na vila de Ghodbunder, em Thane (antigamente "Thana"; em marata: ठाणे), distrito suburbano de Bombaim, no estado de Maharashtra, na Índia.
A toponímia "Ghodbunder" tem origem no fato de naquele porto ("bunder") negociarem-se cavalos ("ghode") com os mercadores islâmicos.

## História
A presença portuguesa em Thana remonta a 1530. Entre Baçaim e Bombaim, ergueram-se três baluartes ao longo do curso do rio, denominados genericamente como "Baluartes de Thana", a saber:
- o Baluarte de Santa Cruz, na ilha de Salcete, em 1634 ainda não estava concluído;
- o Baluarte do Passo Seco, também referido como Baluarte do Meio, em frente a Tana, apresentava planta quadrada, com 33 metros de lado;
- o Baluarte dos Reis Magos, também referido como Baluarte do Mar, em frente à barra de Bombaim, apresentava planta circular, com um perímetro de 33 metros. Este tinha a sua defesa reforçada por outro pequeno baluarte, também de planta circular, e em posição dominante.

Em meados do século XVII Shivaji Maharaj tentou, sem sucesso, capturar este forte. Os portugueses permaneciam na sua posição em 1672.
O forte de Ghodbunder, em posição dominante sobre uma colina, foi iniciado apenas em 1730, sendo denominado "Cacabe de Tanna" (?). O local abrigou ainda uma igreja, atualmente requalificada como um hotel, e de cuja primitiva decoração subsistem dois anjos gravados na parede interior. A antiga igreja pode ser vista ao fundo da imagem do terrapleno.
Existem diversos antigos mapas e textos que referem as contínuas tentativas do Império Maratha em conquistar esta posição, até que finalmente o conseguiram, após um assédio ao forte em 1737, no desenvolvimento da campanha que culminou com a conquista de Baçaim em 1739. Na ocasião 250 Portugueses foram mortos e sete embarcações capturadas pelos Maratha.
Foi conquistado por forças britânicas em 1818, que o utilizaram como quartel-general da administração do distrito, com uma coletoria distrital estacionada em Thane.
Em nossos dias o antigo forte encontra-se em ruínas, tendo sido objeto de uma intervenção de limpeza em 2007 por parte das autoridades.

## Características
Ultrapassando a entrada arruinada do forte, observa-se no terrapleno uma edificação com diversas salas. Mais adiante, ergue-se um baluarte, no qual existia uma porta que deslizava verticalmente em fendas nas paredes.
A fortificação conta ainda com uma vasta cisterna.